# Tôlerie
La tôlerie est une discipline de la métallurgie quand il s'agit de fabriquer la tôle d'acier en laminoir, alors que la transformation de la tôle est une discipline de la mécanique.
Elle consiste en la « fabrication et mise en œuvre de la tôle ». Dans le domaine de l'automobile, une tôlerie correspond à un atelier où les carrosseries endommagées des véhicules sont alors réparées.

## Métiers
La tôlerie naît lors du laminage des brames d'acier élaborées à partir de la fonte issue des hauts fourneaux, mais aussi lors de la transformation des métaux non ferreux en plaques minces.
Dans la construction navale, les charpentiers-tôliers participent à la construction de la coque (bordé, vaigre, couples, virures...) et des structures principales (cloisons, hiloires, épontilles...).
Dans le milieu industriel, la tôlerie utilise un grand nombre de machines telles que les machines de découpe laser, les presses plieuses, les cisailles guillotine et autres appareils de transformation. La manœuvre de ces machines implique l'intervention de tôliers, de techniciens de production et de traceurs afin de mener à bien la découpe ou la mise en forme du métal.
La revue Tôlerie est le magazine de référence en France.

## Représentations

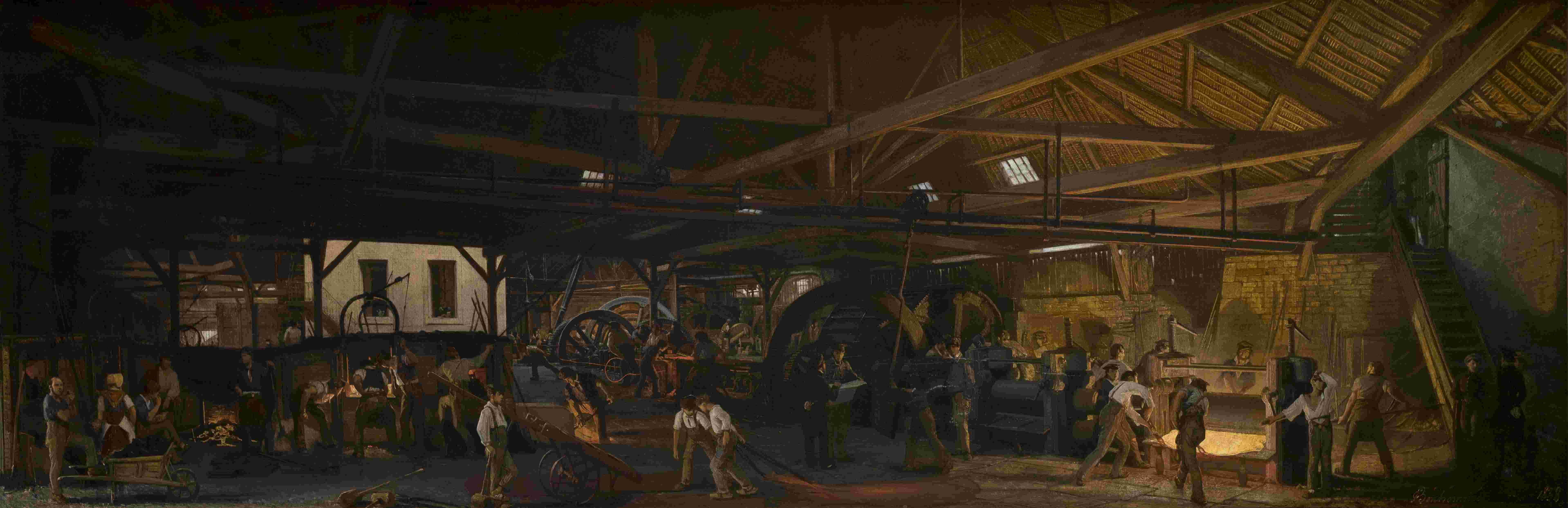
Ignace-François Bonhommé, Tôlerie des forges d'Abainville, huile sur toile,1838, Féru des Sciences - Jarville.

Ignace-François Bonhommé, surnommé le Forgeron, est un peintre réaliste du XIXe siècle qui fournit un travail documentaire autour des grandes forges du nord de la France, au premier plan desquelles la forge d'Abainville, sur l'Ornain, dans la Meuse. Le propriétaire de cette dernière, Edouard Muel-Doublat, lui commanda une toile intitulée Tôlerie des forges d'Abainville pour illustrer le processus de tôlerie, les différents corps de métier qui y œuvrent, et l'installation de la machine à vapeur de 100 chevaux d'Eugène Flachat, mise en place peu de temps auparavant.